# Исаково (Переславский район)
Исаково — упразднённая деревня в Переславском районе Ярославской области России. На момент упразднения входила в состав Смоленского сельсовета.

## География
Урочище находится в южной части области, в зоне хвойно-широколиственных лесов, к западу от автодороги 78Н-0504, на расстоянии примерно 26 километров (по прямой) к юго-востоку от города Переславль-Залесский, административного центра района.

### Климат
Климат характеризуется как умеренно континентальный, с умеренно холодной зимой и относительно тёплым влажным летом. Среднегодовая температура воздуха — 3,5 °C. Средняя температура воздуха самого холодного месяца (января) — −13,3 °C (абсолютный минимум — −39,5 °C); самого тёплого месяца (июля) — 18 °C (абсолютный максимум — 37 °C). Безморозный период длится около 214 дней. Годовое количество атмосферных осадков составляет около 646 мм, из которых большая часть выпадает в тёплый период. Снежный покров держится в среднем в течение 151 дня.

## История
Упразднена в 1995 году.